# Robert D. Fulton

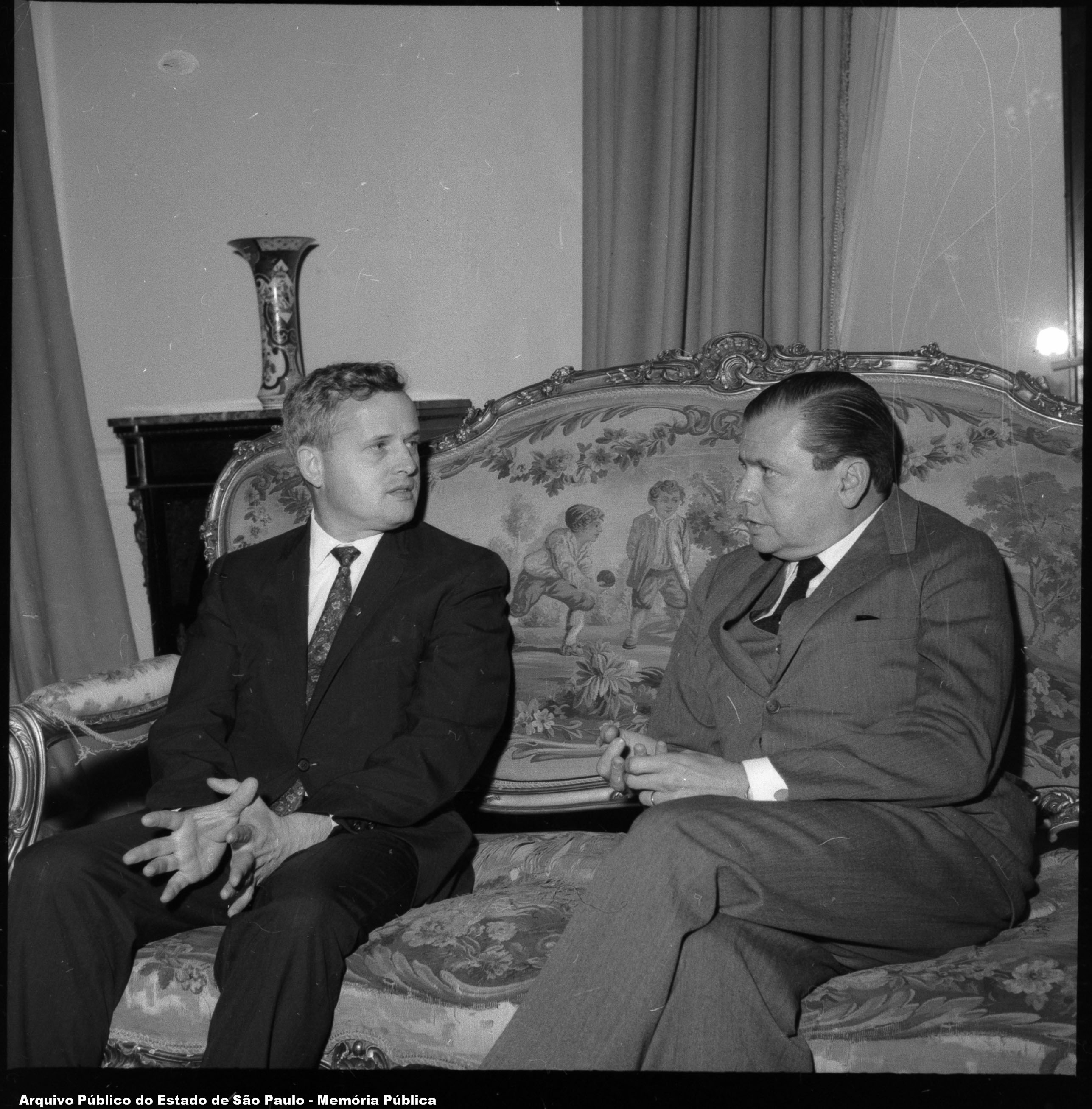
Robert D. Fulton (links) zu Besuch bei dem Gouverneur von São Paulo Abreu Sodré (1967)

Robert David Fulton (* 13. Mai 1929 in Waterloo, Iowa; † 21. Februar 2024 in Minneapolis, Minnesota) war ein US-amerikanischer Politiker (Demokratische Partei). Er war im Januar 1969 der 37. Gouverneur des Bundesstaates Iowa.

## Werdegang
Fulton besuchte das Iowa State Teachers College und anschließend die University of Iowa, an der er 1958 sein juristisches Examen ablegte. Zwischen 1958 und 1960 war Fulton Abgeordneter im Repräsentantenhaus von Iowa, von 1962 bis 1964 gehörte er dem Senat von Iowa an.
Im Jahr 1964 wurde er zum Vizegouverneur seines Staates gewählt. Dieses Amt übte er zwischen 1965 und dem 1. Januar 1969 aus. An diesem Tag trat der amtierende Gouverneur Harold Hughes von seinem Amt zurück, um in den US-Senat zu wechseln. Obwohl im November 1968 mit Robert Ray bereits ein neuer Gouverneur von Iowa gewählt worden war, durfte dieser laut Verfassung seine Amtszeit erst nach dem Ende der vorherigen Amtszeit antreten. Dieser Termin war am 16. Januar 1969 fällig. Die verbleibenden 16 Tage musste Vizegouverneur Fulton als Gouverneur überbrücken.
Bis 1999 blieb Robert Fulton der letzte Gouverneur von Iowa, der den Demokraten angehörte. Bei den Gouverneurswahlen des Jahres 1970 kandidierte er erfolglos gegen Ray. Fulton war dann im Democratic National Committee sowie Delegierter auf der Democratic National Convention im Jahr 1972. Mit seiner Frau Rachel Breault hat Robert Fulton vier Kinder.